# تن‌های باله‌آبی
تن‌های باله‌آبی (نام علمی: Thunnus) نام یک زیرسرده از سرده تن‌های اصلی است.